# Rabi Lenke
Rabi Lenke, György Károlyné (Naszály, 1954. szeptember 16. – 2020. június 13.) könyvtárigazgató, helytörténész.

## Élete
Édesanyja Mocsári Sarolta.
1979-ben magyar-történelem szakos tanárként végzett Szegeden, majd 1986-ban könyvtárosi diplomát szerzett a szombathelyi Berzsenyi Dániel Főiskolán. Gyermekkönyvtáros és iskolai könyvtári szaktanácsadó volt, majd 1991-től 30 éven át a komáromi Jókai Mór Városi Könyvtárban helyezkedett el. 1992-től a Jókai- és helyismereti gyűjtemény gondozójaként, helyismereti szaktájékoztatói munkakörben. 2003-tól, 2013-as nyugdíjba vonulásáig, a könyvtár igazgatója volt.
Kutatási eredményei alapján helytörténeti kiállításokat rendezett, előadásokat tartott, szervezett, elsősorban a könyvtár helyismereti gyűjteményének bemutatása, népszerűsítése céljából. A nevéhez fűződik a helytörténeti e-könyvtár létrehozása is. Vezetése alatt indított a könyvtár Irodalmi Kávéház előadássorozatot, a gyermekeknek pedig helytörténeti kalandozásokat nyújtottak.
Fő kutatási témája volt Komárom és környékének második világháborús hátországi története, a háború még ismeretlen áldozatainak, hősi halottainak felkutatása.
A komáromi Értéktár Bizottság elnöke, a Magyar Könyvtárosok Egyesülete Helyismereti Könyvtárosok Szervezetének tagja volt.

## Elismerései
- 2012 Komárom város kultúrájáért-díj
- 2015 Pro Urbe Komárom-díj
- 2015 Komárom-Esztergom Megyei Príma-díj tudományos kategóriájának különdíja

## Művei
- Jubileumi évkönyv. 40 éves a komáromi Jókai Mór Városi Könyvtár. 1952–1992; szerk. György Károlyné; Jókai Városi Könyvtár, Komárom, 1992
- Jubileumi évkönyv. 50 éves a komáromi Jókai Mór Városi Könyvtár, 1952–2002; szerk. György Károlyné Rabi Lenke; Önkormányzat, Komárom, 2003
- Találkákon a sorssal. Zsolt Béla ifjúkori írásai a Komáromi Újságban, 1916–1917; szerk. Rabi Lenke, Számadó Emese, előszó Rédli Margit; Önkormányzat, Komárom, 2009
- 2009 "Ki gépen száll fölébe..." – Komárom, és a környező ipartelepek bombázása 1944–1945. Komárom
- 110 éve született Nagy Márton festőművész. Kiállítás a Jókai Mór Városi Könyvtárban. Komárom, 2011; összeáll. György Károlyné Rabi Lenke; Jókai Mór Városi Könyvtár, Komárom, 2011
- A 100 éve épült barokk álom. A szőnyi Solymosy-Gyürky kastély története; szerk. Rabi Lenke, Számadó Emese, Turi Zsolt; Klapka György Múzeum, Komárom, 2013 (A komáromi Klapka György Múzeum katalógusai)
- Elsődleges célpontok – Almásfüzitő és Szőny a második világháborúban. Almásfüzitő Község Önkormányzata. Almásfüzitő, 2014.
- "Maďari za Dunaj!". Felvidéki magyarok kitelepítése és deportálása 1945–1948 között. Szöveggyűjtemény a korszak tanulmányozásához; összeáll., szerk. Rabi Lenke; Kecskés László Társaság, Komárom, 2014
- Komárom. Helytörténet a kezdetektől napjainkig; szerk. Rabi Lenke, Számadó Emese, Turi Zsolt; Klapka György Múzeum, Komárom, 2015
- Komárom. Helytörténet a kezdetektől napjainkig; szerk. Rabi Lenke, Számadó Emese, Turi Zsolt; 2. jav. kiad.; Klapka György Múzeum, Komárom, 2016